# Швед Василь Васильович
Васи́ль Васи́льович Шве́д (нар. 11 грудня 1971, Пісочна, Львівська область, Українська РСР, СРСР) — український футболіст, що виступав на позиції нападника. Найбільше відомий завдяки виступам у складі львівських «Карпат», комарненського «Газовика» та низки інших українських та польських клубів. Найкращий бомбардир Другої ліги чемпіонату України (1999/2000).

## Життєпис
Василь Швед народився у селі Пісочна, що на Львівщині. З дитинства вболівав за київське «Динамо» та львівські «Карпати». Навчався у Львівському інституті фізичної культури, працював на цементному заводі та виступав за аматорський клуб «Миколаїв».
На професійному рівні дебютував у 1993 році в складі комарненського «Газовика». Після трьох доволі успішних сезонів у команді другої ліги, перейшов до лав польської «Люблінянки», керівники якої планували згодом перепродати Шведа у швейцарський клуб «Лугано». Втім, у Польщі гра у Василя не пішла, а важка травма поставила хрест на його зазіханнях на місце в складі.
Після повернення до України, Швед став одним з провідних гравців «Газовика», уособлюючи атакуючу міць команди. У сезоні 1999/2000 йому вдалося стати найкращим бомбардиром Другої ліги, вразивши ворота суперника 21 раз. Впевнена гра нападника привернула увагу тренерів львівських «Карпат», що виступали на той час у Вищій лізі.
У першому ж сезоні у прем'єрному дивізіоні Василь Швед став найкращим бомбардиром «Карпат», однак надалі подібною результативністю не відзначався і за підсумками сезону 2002/03 залишив команду. Догравав на професійному рівні у клубах нижчих ліг, серед яких стрийська «Газовик-Скала», «Техно-Центр» та тернопільська «Нива». Після завершення активних виступів продовжив змагатися на рівні аматорських колективів у складі львівської «Галичини» та «Карпат» з Кам'янки-Бузької.

## Досягнення
Командні трофеї
- Брав участь у чемпіонському (2004/04) сезоні «Газовика-Скали» в групі «А» другої ліги чемпіонату України, однак провів замало матчів для отримання медалей

Особисті здобутки
- Найкращий бомбардир другої ліги чемпіонату України (1): 1999/2000

## Сім'я
У шлюбі з дружиною Яриною має чотирьох дітей — трьох синів та доньку. Старший син — Мар'ян, футболіст, залучався до ігор юнацької збірної України (U-16).